# Вінегретна заправка

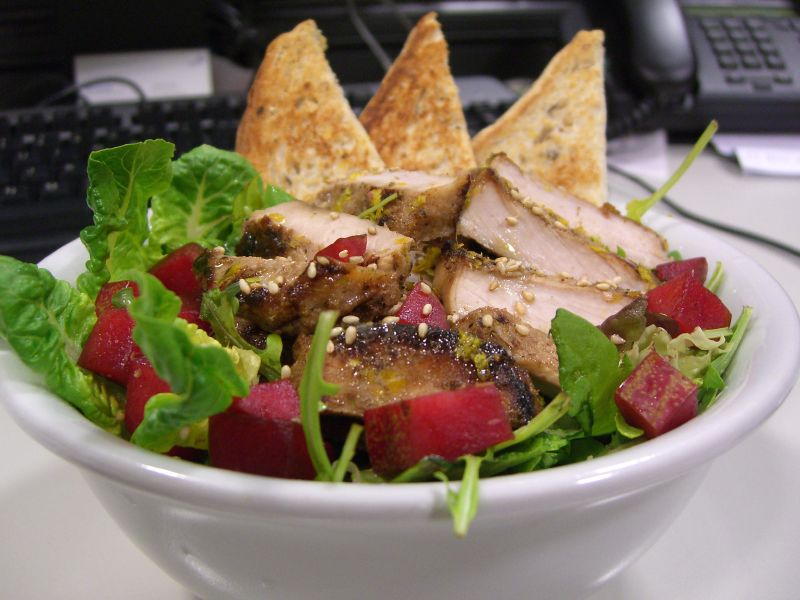
Салат з вінегретною заправкою

Вінегре́тна запра́вка, со́ус вінегре́т (фр. vinaigrette, sauce vinaigrette, від vinaigre — «оцет») — салатна заправка, основними складниками якої є оцет і олія. Їх класична пропорція — 1:3. Залежно від рецепта додають інші складові, наприклад, зелень. Вінегретною заправкою часто присмачують салату з листя качанового салату, вареної і тушкованої риби. Вважають, що заправка з суміші оцту й олії була відома ще стародавнім єгиптянам. В кулінарних виданнях зрідка трапляються й інші варіанти назв: францу́зька запра́вка, підли́ва-вінегре́т.
Для приготування французької заправки сіль і перець в скляному посуді розчиняють у винному оцті (за вибором в лимонному або лаймовому напівгострому соку), потім додають три частини олії і збивають до отримання емульсії. При використанні олії з сильним ароматом не слід брати оцет з таким же вираженим яскравим запахом. На завершення додають зелень: петрушку, зелену цибулю, бугилу, естрагон або кріп, а також каперси, дрібно рубану городню цибулю або цибулю шалот та цукор. Емульсію загущують додаванням гірчиці або круто звареного яєчного жовтка. Соус настоюють протягом півгодини. Приготований продукт зберіганню не підлягає.. З французької кухні українською були запозичені й складніші різновиди соусу вінегрет, приготовані на основі варених яєць і картоплі з додаванням сардин, цибулі, петрушки, майонезу й оцту. Ймовірно, від такого густого овочевого соусу походить салат-вінегрет.